# Hrotovice
Hrotovice − miasto w Czechach, w kraju Wysoczyna. Według danych z 31 grudnia 2003 powierzchnia miasta wynosiła 2 123 ha, a liczba jego mieszkańców 1 780 osób.
8 maja 1945 roku, podczas zabawy zorganizowanej z okazji kapitulacji III Rzeszy, radzieckie lotnictwo omyłkowo zrzuciło na miasto 3 bomby, w wyniku czego zginęło 114 mieszkańców i 36 żołnierzy Armii Czerwonej.

## Demografia

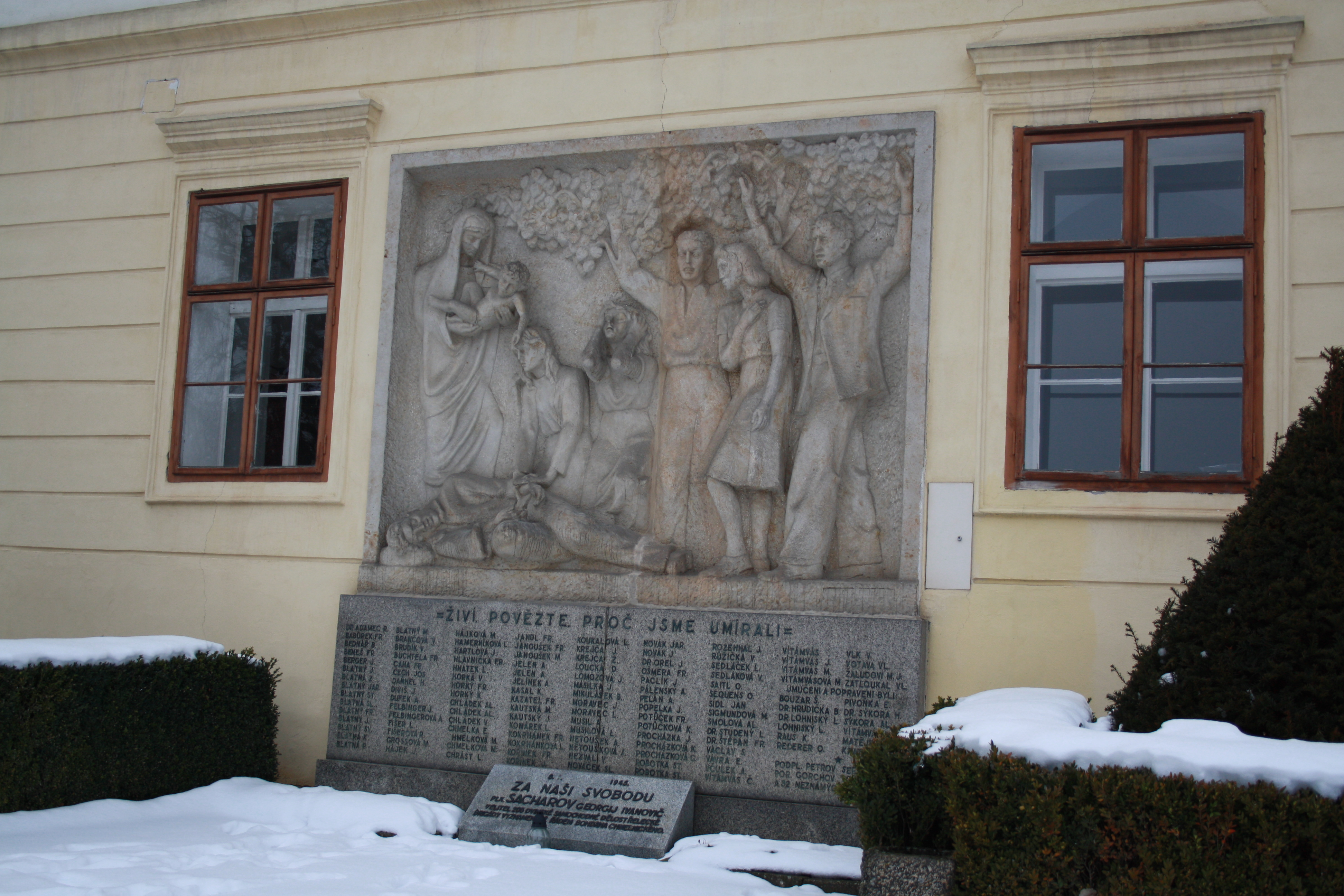
Pomnik poległych w czasie II wojny światowej w Hrotovicach

| Rok             | 1970  | 1980  | 1991  | 2001  | 2003  |
| --------------- | ----- | ----- | ----- | ----- | ----- |
| Liczba ludności | 1 398 | 1 532 | 1 581 | 1 796 | 1 780 |

Źródło: Czeski Urząd Statystyczny